# Les Ateliers Gaîté
Les Ateliers Gaîté est un centre commercial du quartier du Montparnasse, dans le 14e arrondissement de Paris ouvert depuis le 19 octobre 2022.
Par extension, ce nom désigne également l'ensemble du projet immobilier dans lequel il s'insère. Ce projet a fait l'objet d'un permis de construire obtenu au premier trimestre 2017 et dont les travaux ont débuté à l'été 2017.
Le directeur de centre est François de Rocquefouille. 

## Historique
Le site du projet des Ateliers Gaîté est constitué par un îlot urbain de forme triangulaire localisé à Paris, à la pointe Nord-ouest du 14e arrondissement et délimité au Nord-Est par l’avenue du Maine, au Nord-Ouest par la rue du Commandant-René-Mouchotte et au Sud-Est par la rue Vercingétorix, dans le secteur Plaisance-Vandamme du quartier du Montparnasse. Il est directement relié à la ligne 13 du métro par la station Gaîté.
Cet îlot, dit aussi « îlot Gaîté », a fait l’objet dans les années 1970 d’une vaste rénovation urbaine orchestrée par l’architecte Pierre Dufau en remplacement de constructions dites "insalubres". En prévision de l’augmentation escomptée du nombre de voitures, dans Paris en général et sur l’avenue du Maine en particulier, cette rénovation avait été pensée pour séparer la circulation des voitures au niveau rue, de la circulation des piétons en hauteur, par un urbanisme dit « de dalle », caractéristique de l’époque. Les bâtiments de cet îlot sont donc composés de tours et de barres reposant sur des socles et des dalles, elles-mêmes reliées aux îlots voisins par des passerelles, notamment pour accéder au Hall Pasteur de la Gare Montparnasse.  
Parmi les bâtiments construits dans le cadre de cette rénovation, les plus notables sont :
- Un hôtel (anciennement Sheraton, puis Le Méridien, il est désormais exploité par le groupe Accor sous le nom « Pullman Paris Montparnasse » )
- Un centre commercial (La Galerie Gaîté)
- Des bureaux (dont l’immeuble Heron)
- Un immeuble de logements (Les Balcons de Montparnasse)
- Une bibliothèque (Vandamme)
- Un parking de six niveaux
- Un gymnase avec un terrain de sport extérieur

## Présentation du projet
Le Projet des Ateliers Gaîté est un projet immobilier mixte qui vise à rénover une grande partie de l’îlot Gaîté. Le programme des travaux de ce projet est composé de sept volets,, : 
- La rénovation intérieure de l’hôtel Pullman Paris Montparnasse et la restructuration du centre d’exposition / congrès situé à sa base
- La suppression d’un étage de parking et la rénovation des 5 autres niveaux. Une nouvelle rampe d’entrée au parking sera créée sur l’avenue du Maine
- Le déménagement de la bibliothèque Vandamme qui a rouvert en 2019 rue du Commandant René-Mouchotte sous le nom « bibliothèque Benoîte Groult »
- La création d’un immeuble de 62 logements sociaux
- La création d’une crèche d’environ 40 berceaux
- La création d’un immeuble de bureaux neufs, loués à la marque de coworking Wojo[4]
- La création du centre commercial « Les Ateliers Gaîté »

## Architecture
Le projet a été dessiné par l’agence d’architecture et d’urbanisme néerlandaise MVRDV, en suivant la ligne directrice : « Un volume, une fonction, une transparence ». L’objectif derrière cette architecture est de redonner une dimension humaine à cet îlot pensé pour la voiture et de permettre aux passants de reconnaitre chaque fonction (logement, bureaux, commerces…) depuis l’extérieur. Le matériau unique utilisé pour tout le programme confère une identité propre à l’îlot.
Le projet répond à un haut niveau d’exigence environnementale et respecte, en phase conception les critères de certification environnementale BREEAM « Excellent» pour le centre commercial, HQE 2011 « excellent » pour la crèche et la bibliothèque et HQE 2011 « Exceptionnel » pour les bureaux. Les logements sont prévus H&E niveau Performant et l’hôtel HQE Rénovation 2009 niveau Performant.
Le projet prévoit d'utiliser du ciment « bas carbone » fabriqué en Vendée et dont l'empreinte carbone est sept fois moindre que celle d'un ciment classique,,.

## Abords du projet – Relations avec la Ville de Paris
Dans le cadre du projet, la ville de Paris et le groupe Unibail-Rodamco-Westfield sont convenus de conclure une convention de projet urbain partenarial (PUP) afin de rénover également les abords de l’îlot Gaîté. Des travaux seront donc entrepris sur la voirie en parallèle des travaux du projet. Ces travaux comprennent le réaménagement de la rue Vercingétorix, des trottoirs de l’avenue du Maine (numéros pairs) et de la rue du commandant René Mouchotte (numéros impairs) et la création d’un passage piéton avenue du Maine en face de la rue de la Gaîté afin de relier le projet au reste du quartier Gaîté.
Une Convention de partenariat pour l’accès à l’emploi a également été signée le 21 mars 2017 dans le cadre du projet entre les représentants de la Ville de Paris, la mairie du 14e, Unibail-Rodamco et l’EPEC afin de construire des passerelles entre demandeurs d’emploi et entreprises à travers les clauses d’insertion.

## Le centre commercial
Le centre « Les Ateliers Gaîté » est un nouveau centre commercial dont l’emprise correspond en partie à celle du centre existant « Galerie Gaîté ». Dans le cadre de la rénovation de l’îlot débutée en 2017, la Galerie Gaîté va fermer et est remplacée en 2022 par le nouveau centre commercial. Ce nouveau centre commercial s’étend sur trois niveaux pour une surface commerciale d’environ 29 000m² de surfaces commerciales. 
60 boutiques sont annoncées dans Les Ateliers Gaîté ainsi qu’une large zone de restauration,. Les enseignes Darty, Go Sport et Marionnaud, présentes dans la Galerie Gaîté, sont annoncées dans le nouveau centre. Il est aussi prévu une offre destinée à la maison ou au bricolage. D’autre part, un supermarché E.Leclerc de 2 500m² de surface de vente a également été annoncé. 
Le nom des Ateliers Gaîté a été choisi pour rappeler l’esprit du quartier historique qui a été détruit dans les années 70. Tout comme la rue de la Gaîté, ce quartier était un lieu de divertissement où bals, guinguettes et théâtres côtoyaient les ateliers d’artistes et les cercles littéraires. Le promoteur souhaite retrouver l’esprit atelier de ce lieu en surfant sur la tendance du Do it yourself et en imaginant un centre commercial où les clients peuvent interagir et s’instruire via la participation à des ateliers et donc vivre une expérience au-delà d’un simple acte d’achat.